# Célébrité (film, 1928)
Pour les articles homonymes, voir Celebrity.

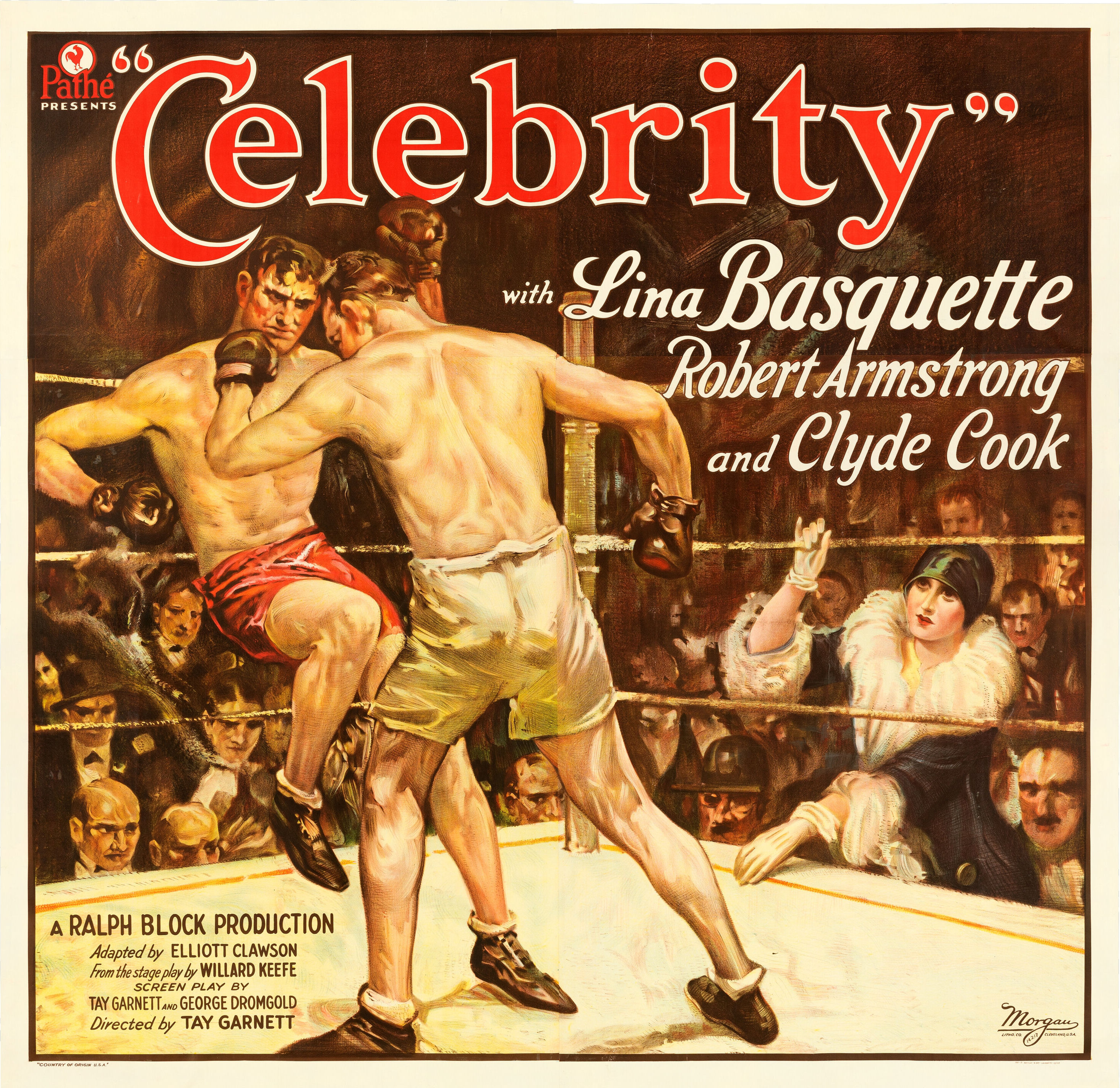
Affiche américaine du film.

Célébrité (Celebrity ) est un film américain muet réalisé par Tay Garnett et sorti en 1928.

## Synopsis
Pour promouvoir la carrière de son poulain, le boxeur Kid Reagan, son manager, l'imaginatif Circus engage deux actrices de vaudeville pour jouer en public le rôle de la brave maman et de la douce fiancée du champion. Mieux encore, il veut faire passer son protégé pour un poète ! A cet effet il recrute un ancien journaliste

## Fiche technique
- Titre original : Celebrity
- Réalisation : Tay Garnett
- Scénario : Tay Garnett, George Domgold, Elliott J. Clawson, d'après la pièce homonyme de William Keefe (1927)
- Intertitres : John W. Krafft
- Directeur artistique : Mitchell Leisen
- Photographie : J. Peverell Marley
- Montage : Doane Harrison
- Musique : George Green, George Waggner
- Production : Ralph Block
- Société de production et de distribution :Pathé Exchange
- Pays de production : USA
- Formats de projection 35 mm, 2,35:1, Noir et blanc, muet
- Genre: comédie, film sur le sport
- Durée : 65 minutes (7 bobines)
- Date de sortie : 7 octobre 1928

## Distribution
- Robert Armstrong : Kid Reagan
- Lina Basquette : Jane
- Clyde Cook : Circus
- Dot Farley : la mère
- Jack Perry :  Cyclone
- Otto Lederer : le manager de Cyclone
- David Tearle : un reporter

## Autour du film
- le film s'inspire librement de la vie et de la carrière du boxeur Gene Tunney
- Célébrité a été projeté à la Cinémathèque française le 24 mars 2013